# Кладбище советских солдат (Згеж)
Кладбище советских солдат (пол. Cmentarz Żołnierzy Radzieckich) — кладбище, находящееся на улице Пажёнчевской в городе Згеж, Польша. Кладбище советских солдат примыкает непосредственно к католическому кладбищу церкви святого Лаврентия, от которого оно отделено каменной стеной. На кладбище похоронены советские военнослужащие, погибшие во время боёв в Згеже и его окрестностях во время Второй мировой войны. На этом кладбище находится могила известного татарского писателя Аделя Кутуя, который был военнослужащим Красной Армии и скончался от болезни в военном госпитале в июне 1945 года.

## История
Кладбище было основано в 1945—1946 годах. На нём было похоронено около 1285 погибших советских военнослужащих. Имена большинства похороненных не установлены.
Кладбище разделяет аллея, по обе стороны которой располагаются могилы. В конце аллеи находится обелиск с надписью на польском и русском языках:

| PAMIĘCI ŻOŁNIERZOM ARMII CZERWONEJ, KTÓRZY ZGINĘLI W TRAKCIE II WOJNY ŚWIATOWEJ W STYCZNIU 1945 r. PODCZAS WYZWALANIA MIASTA ZGIERZ Z RĄK FASZYSTOWSKICH NAJEŹDŹCÓW | ПАМЯТИ СОЛДАТАМ СОВЕТСКОЙ АРМИИ, КОТОРЫЕ ПОЛЕГЛИ В БИТВАХ II МИРОВОЙ ВОЙНЫ В ЯНВАРЕ 1945 Г. ВО ВРЕМЯ ОСВОБОЖДЕНИЯ ГОРОДА ЗГЕЖ ОТ РУК ФАШИСТСКИХ ЗАХВАТЧИКОВ |  |